# Charles Desnoyer
Ne doit pas être confondu avec Charles Desnoyers (1814-1880).
Pour les articles homonymes, voir Desnoyer.
Charles Desnoyer (ou Desnoyers), né le 6 avril 1806 à Paris où il est mort le 6 février 1858, est un acteur, dramaturge et directeur de théâtre français.
Il a également écrit sous le pseudonyme d'Anatole de Beaulieu.

## Biographie
Il débute comme acteur et auteur en 1827 dans un vaudeville, Je serai comédien. Il écrit de très nombreuses pièces, comédies, drames et mélodrames, pour les théâtres du boulevard en collaboration avec d'autres auteurs tels que Eugène Nus, Léon Beauvallet ou Adolphe d'Ennery. Régisseur général du Gymnase puis de la Comédie-Française de 1841 à 1847, il prend en mai 1852 la direction de l'Ambigu-Comique.
À l'annonce de son décès, on peut lire dans La Presse :

« M. Charles Desnoyer, directeur du théâtre de l'Ambigu-Comique et auteur dramatique, a succombé dans la nuit de vendredi à samedi dernier, à une attaque d'apoplexie foudroyante. Ses obsèques ont eu lieu aujourd'hui dimanche.
Par suite de cette mort regrettable, le théâtre de l'Ambigu, dont le privilège devient vacant, fait relâche depuis hier. »

## Œuvre

### Théâtre
- 1825 : L’Amour et la Guerre, vaudeville en un acte de Varin, Arago et Desnoyer, Vaudeville (22 août)
- 1826 : Je serai comédien, comédie en 1 acte de Desnoyer
- 1828 : L'Homme entre deux âges, comédie en 1 acte mêlée de couplets de Desnoyer et Fontan
- 1828 : Le Papier timbré, comédie en 1 acte de Desnoyer
- 1828 : Julien et Justine, ou Encore des ingénus, tableau villageois de Desnoyer et Dubois-Davesnes
- 1829 : Gillette de Narbonne ou le Mari malgré lui, comédie vaudeville en 3 actes de Desnoyer, Ader et Fontan
- 1829 : Alice ou les Fossoyeurs écossais, mélodrame en 3 actes de Desnoyer, musique d'Alexandre Piccinni
- 1829 : Le Ménage du maçon ou les Mauvaises Connaissances, pièce dramatique en 6 journées de Desnoyer et Dubois-Devesnes
- 1829 : Le Séducteur et son élève, drame en 2 actes de Desnoyer
- 1830 : André le chansonnier, drame en 2 actes, mêlé de couplets de Desnoyer et Fontan
- 1830 : La Leçon de dessin ou Mon ami Polycarpe, comédie en 1 acte de Desnoyer et Dubois-Davesnes
- 1831 : Casimir ou le Premier Tête-à-tête, opéra-comique en 2 actes de Desnoyer, musique d'Adolphe Adam
- 1831 : Le Faubourien, comédie-vaudeville en 1 acte de Desnoyer
- 1831 : Les Polonais ou Février 1831, impromptu mêlé de couplets de Desnoyer
- 1831 : Le Voyage de la Liberté, pièce en 4 actes mêlée de chants de Desnoyer et Fontan
- 1832 : Les Chemins de fer, revue-vaudeville en 1 acte de Desnoyer, Arago et Alhoy, Vaudeville (31 décembre)
- 1832 : Le Russe ou un Conseil de guerre, épisode de novembre 1831, drame en 2 actes mêlé de couplets de Desnoyer et Pujol
- 1832 : L'Île d'amour, drame en 3 actes de Desnoyer et Pujol
- 1832 : La Vengeance italienne ou le Français à Florence, comédie-vaudeville de Desnoyer, Delestre-Poirson et Eugène Scribe
- 1832 : Voltaire et Madame de Pompadour, comédie en 3 actes de Desnoyer et Lafitte
- 1832 : Le Naufrage de la Méduse, drame en 5 actes de Desnoyer et d'Ennery
- 1833 : Le Royaume des femmes ou le Monde à l'envers, pièce fantastique en 2 actes de Desnoyer et Théodore Cogniard
- 1833 : Le Souper du mari, opéra-comique en 1 acte de Desnoyer et Hippolyte Cogniard
- 1833 : Le Mariage par ordre, épisode de l'histoire de Russie, drame-vaudeville en 2 actes de Desnoyer et Pujol
- 1834 : Caravage (1599), drame en 3 actes de Desnoyer et Pujol
- 1834 : Le Facteur ou la Justice des hommes, drame en 5 actes de Desnoyer, Potier et Boulé
- 1834 : Un enfant, drame en 4 actes de Desnoyer imité du roman d'Ernest Desprez
- 1834 : Tout chemin mène à Rome, comédie-vaudeville en 1 acte de Desnoyer et Lafitte
- 1834 : Un soufflet, comédie vaudeville en 1 acte de Desnoyer et d'Ennery
- 1835 : La Femme du voisin, comédie vaudeville en 1 acte de Desnoyer
- 1835 : Zazezizozu, féerie-vaudeville en 5 actes de Desnoyer
- 1835 : Marguerite de Quélus, drame en 3 actes de Desnoyer, Foucher et Lavergne
- 1835 : La Traite des Noirs, drame en 5 actes et à grand spectacle de Desnoyer et Pujol
- 1835 : L'Ombre du mari, comédie-vaudeville en 1 acte de Desnoyer et Altaroche
- 1835 : Chérubin ou le Page de Napoléon, comédie-vaudeville en deux actes de Desnoyer, Adrien Payn et Delaville
- 1836 : Madeleine la sabotière, comédie vaudeville en 2 actes de Desnoyer, Bayard et Lafitte
- 1836 : La Folle, drame en 3 actes de Desnoyer
- 1836 : Vaugelas ou le Ménage d'un savant, comédie-vaudeville en 1 acte de Desnoyer
- 1836 : Valérie mariée, ou Aveugle et Jalouse, drame en 3 actes de Desnoyer et Lafitte
- 1836 : Le Puits de Champvert ou l'Ouvrier lyonnais, drame en 3 actes de Desnoyer
- 1836 : Pierre le Grand, drame en 5 actes de Desnoyer et Auger
- 1836 : Je suis fou, comédie-vaudeville en 1 acte de Desnoyer et Foucher
- 1836 : L'Épée de mon père, comédie-vaudeville en 1 acte de Desnoyer
- 1837 : La Nouvelle Héloïse, drame en 3 actes de Desnoyer et Labie
- 1837 : Paul et Julien, ou les Deux Vocations, comédie-vaudeville en 2 actes de Desnoyer
- 1837 : Le Petit Chapeau ou le Rêve d'un soldat, drame fantastique en 6 parties de Desnoyer
- 1837 : Le Bouquet de bal, comédie en 1 acte de Desnoyer
- 1837 : L'Ombre de Nicolet ou De plus fort en plus fort !, vaudeville épisodique en 1 acte de Desnoyer et Labie
- 1837 : Rita l'espagnole, drame en 4 actes de Desnoyer, Boulé, Chabot de Bouin et Eugène Sue
- 1837 : Diane de Poitiers ou Deux fous et un roi, drame en 3 actes de Desnoyer et Rimbaut
- 1837 : Valérie mariée, ou Aveugle et Jalouse, drame en 5 actes de Desnoyer et Lafitte
- 1838 : La boulangère a des écus, comédie-vaudeville en deux actes de Desnoyer, Lurieu et Théaulon
- 1838 : La Maîtresse d'un ami, comédie-vaudeville en 1 acte de Desnoyer et Chabot de Bouin
- 1838 : Alix ou les Deux Mères, drame en 5 actes de Desnoyer et Brot
- 1838 : Le Général et le Jésuite, drame en 5 actes de Desnoyer
- 1838 : Richard Savage, drame en 5 actes de Desnoyer
- 1838 : Les Bédouins en voyage, « odyssée africaine en trois chants » de Desnoyer
- 1839 : Les Filles de l'enfer, drame fantastique en 4 actes de Desnoyer et Dupeuty
- 1839 : La Branche de chêne, drame en cinq actes de Desnoyer et Lafont
- 1840 : Ralph le bandit ou les Souterrains de Saint-Norbert, mélodrame en 5 actes de Desnoyer
- 1840 : Aubray le médecin, mélodrame en 3 actes de Desnoyer et Lopez
- 1840 : Le Tremblement de terre de la Martinique, drame en 5 actes de Desnoyer et Lafont
- 1840 : Mazagran, bulletin de l'armée d'Afrique, en 3 actes de Desnoyer et Laloue
- 1841 : Le Débutant, ou l'Amour et la Comédie, comédie en 1 acte mêlée de couplets de Desnoyer
- 1841 : Le Marchand d'habits, drame en 5 actes de Desnoyer et Potier
- 1841 : La Vie d'un comédien, comédie en quatre actes de Desnoyer et Labat
- 1841 : La Mère de la débutante ou Je serai comédienne, comédie en 2 actes mêlée de couplets de Desnoyer
- 1842 : Claudine, drame en 3 actes tiré de la nouvelle de Florian par Desnoyer et Lubize, avec Anaïs Rey
- 1842 : La Caisse d'épargne, comédie-vaudeville en trois actes de Desnoyer
- 1842 : Une jeunesse orageuse, comédie en 2 actes de Desnoyer et  Bergeron
- 1842 : La Plaine de Grenelle, 1812, drame en 5 actes de Desnoyer et  Leroux
- 1843 : 6000 francs de récompense, drame en 5 actes de Desnoyer
- 1843 : Sur les toits, vaudeville en 1 acte de Desnoyer et Foliguet
- 1843 : La Chambre verte, comédie en deux actes mêlée de chant de Desnoyer et Foliguet
- 1844 : Jacques le corsaire, drame en cinq actes de Desnoyer, Auguste Follet et Eugène Nus
- 1845 : Enfant chéri des dames, comédie-vaudeville en 2 actes de Desnoyer et Holbein
- 1845 : L'Enseignement mutuel, comédie en trois actes en prose de Desnoyer et Nus
- 1846 : Montbailly ou la Calomnie, drame en 5 actes de Desnoyer
- 1847 : Le Trésor du pauvre, drame en 3 actes, mêlé de chants de Desnoyer et Nus
- 1847 : Jeanne d'Arc, drame en 5 actes et 10 tableaux de Desnoyer
- 1847 : Rose et Marguerite ou Faut-il des époux assortis, comédie en 3 actes de Desnoyer et Laurençot
- 1848 : Arme au bras !..., chanson dédiée à la garde nationale d'Amiens
- 1849 : Le Comte de Sainte-Hélène, drame en cinq actes et sept tableaux de Desnoyer, Lambert-Thiboust et Nus
- 1849 : Le Congrès de la paix, vaudeville en 1 acte de Desnoyer
- 1849 : Les Trois étages, ou Peuple, Noblesse et Bourgeoisie, drame en 3 actes de Desnoyer
- 1850 : Le Roi de Rome, drame en cinq actes de Desnoyer et Beauvallet précédé de Napoléon, prologue en deux parties et suivi de La Ville éternelle, épilogue en deux tableaux
- 1850 : Le Sopha, prologue-vaudeville en 1 acte de Desnoyer et Eugène Labiche et Mélesville, précédé de Schahabaham XCIV
- 1851 : La Dame aux trois couleurs, comédie-vaudeville en 3 actes de Desnoyer et  Raymond, Gymnase (18 juin)
- 1851 : L'Ivrogne et son enfant, vaudeville en 2 actes de Desnoyer
- 1851 : Le Testament d'un garçon, drame en trois actes, en prose de Desnoyer et Eugène Nus
- 1852 : La Bergère des Alpes, drame en 5 actes de Desnoyer et d'Ennery
- 1852 : Les Gaîtés champêtres, comédie-vaudeville en 2 actes de Desnoyer, Janin, Durantin et Guillard
- 1855 : La Rentrée à Paris, drame populaire en 1 acte, mêlé de vaudevilles de Desnoyer